# Anaulacomera sulcata
Anaulacomera sulcata är en insektsart som beskrevs av Brunner von Wattenwyl 1878. Anaulacomera sulcata ingår i släktet Anaulacomera och familjen vårtbitare. Inga underarter finns listade i Catalogue of Life.